# 13003 Dickbeasley
13003 Dickbeasley (tên chỉ định: 1982 FN) là một tiểu hành tinh vành đai chính. Nó được phát hiện bởi Edward L. G. Bowell ở Anderson Mesa Station ở Coconino County, Arizona, ngày 21 tháng 3 năm 1982. Nó được đặt theo tên Richard "Dick" Beasley, an artist và educator ở Northern Arizona University ở Flagstaff, Arizona.